# Yakovlev Yak-50
Lo Yakovlev Yak-50 (in cirillico Яковлев Як-50) è un aereo acrobatico monomotore ad ala bassa progettato dall'OKB 115 Jakovlev diretto da Aleksandr Sergeevič Jakovlev e sviluppato in Unione Sovietica dalla metà degli anni settanta.
Inizialmente destinato all'addestramento militare, fu impiegato successivamente anche negli sport aeronautici, divenendo detentore di alcuni titoli nei campionati mondiali di categoria (FAI World Aerobatic Championships). Viene tuttora utilizzato come aereo da competizione acrobatico, sia da singoli piloti che da pattuglie acrobatiche.

## Storia

### Sviluppo
All'inizio degli anni settanta, l'OKB 115 decise di sviluppare un velivolo specificatamente progettato per l'utilizzo acrobatico su modello del precedente Yak-18PS, una variante acrobatica con carrello d'atterraggio retrattile dell'aereo da addestramento militare Yakovlev Yak-18.
Il progetto, iniziato nel 1972, riprendeva l'impostazione classica del suo predecessore (un monomotore monoplano ad ala bassa), ma introduceva un unico abitacolo, una fusoliera interamente in metallo e una ricerca dell'ottimizzazione delle superfici, volta ad ottenere una migliore aerodinamicità complessiva.
La costruzione del prototipo terminò nel 1975, anno in cui venne portato in volo per la prima volta, rispondendo alle specifiche di progetto e confermando la bontà dello stesso.

### Impiego operativo

#### FAI World Aerobatic Championships
Il debutto dello Yak-50 in una competizione aeronautica avvenne all'ottavo Campionato del Mondo di Acrobazia Aerea della FAI (ufficialmente in lingua inglese: 8th FAI World Aerobatic Championships) che si svolse a Kiev - capitale dell'allora Repubblica socialista sovietica ucraina - tra il 23 luglio e il 5 agosto del 1976. I dieci piloti della nazionale sovietica monopolizzarono la manifestazione, conquistando, con Lidia Leonova e Victor Lesko, i primi posti assoluti sia nella classifica generale, che in quelle delle categorie femminile e maschile.

## Descrizione tecnica

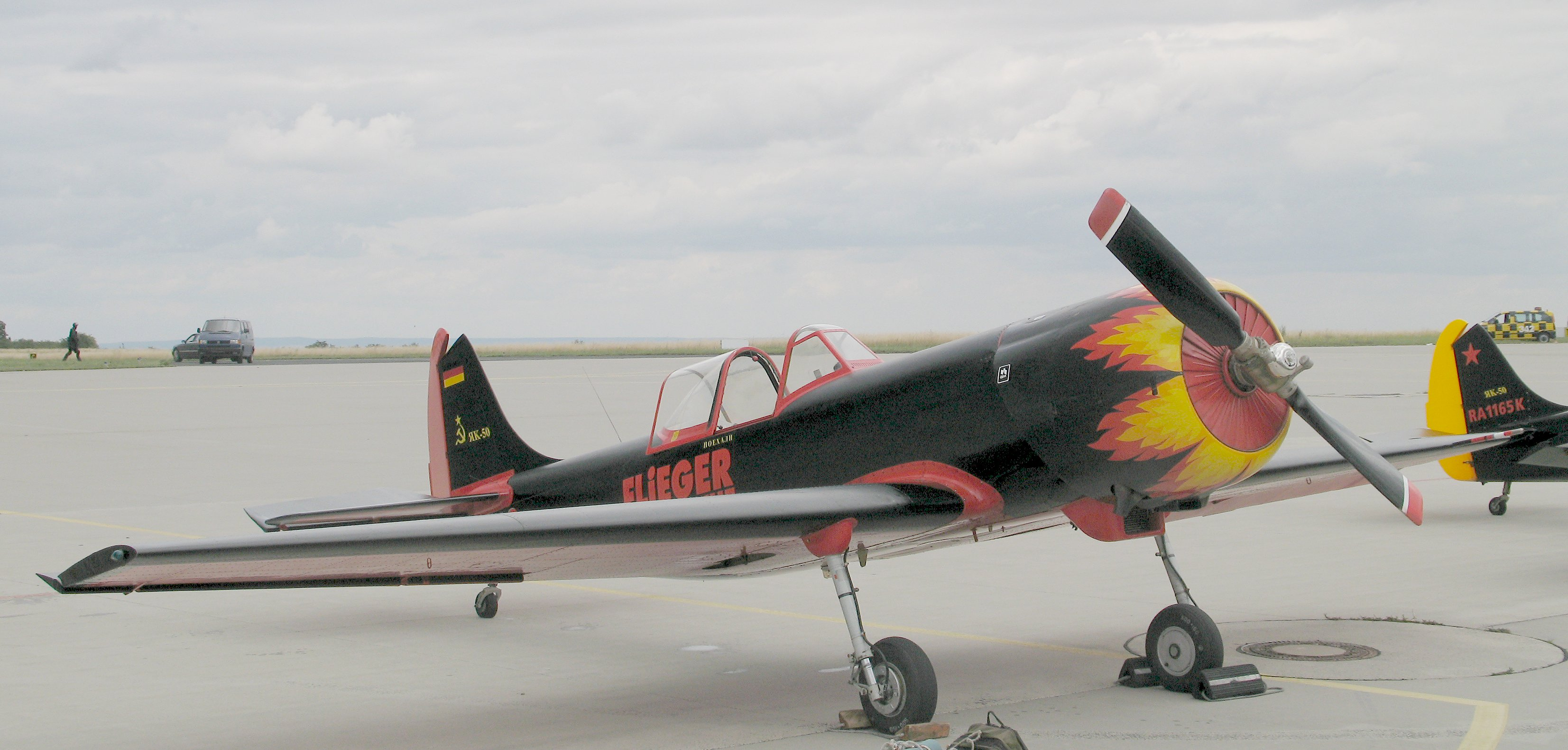
Yakovlev Yak-50

Lo Yak-50 è un velivolo monoposto di impostazione classica, monomotore monoplano ad ala bassa con carrello biciclo anteriore retrattile.
La fusoliera, realizzata interamente in metallo, è caratterizzata da un abitacolo singolo, chiuso da un cupolino con apertura a scorrimento, che offre un'ampia visibilità anteriore e laterale al pilota. Posteriormente termina in un impennaggio classico monoderiva con piani orizzontali a sbalzo.
L'ala, montata bassa, è caratterizzata dall'assenza di flap.
Il carrello d'atterraggio è retrattile verso coda, in configurazione biciclo anteriore integrato posteriormente da un ruotino d'appoggio.

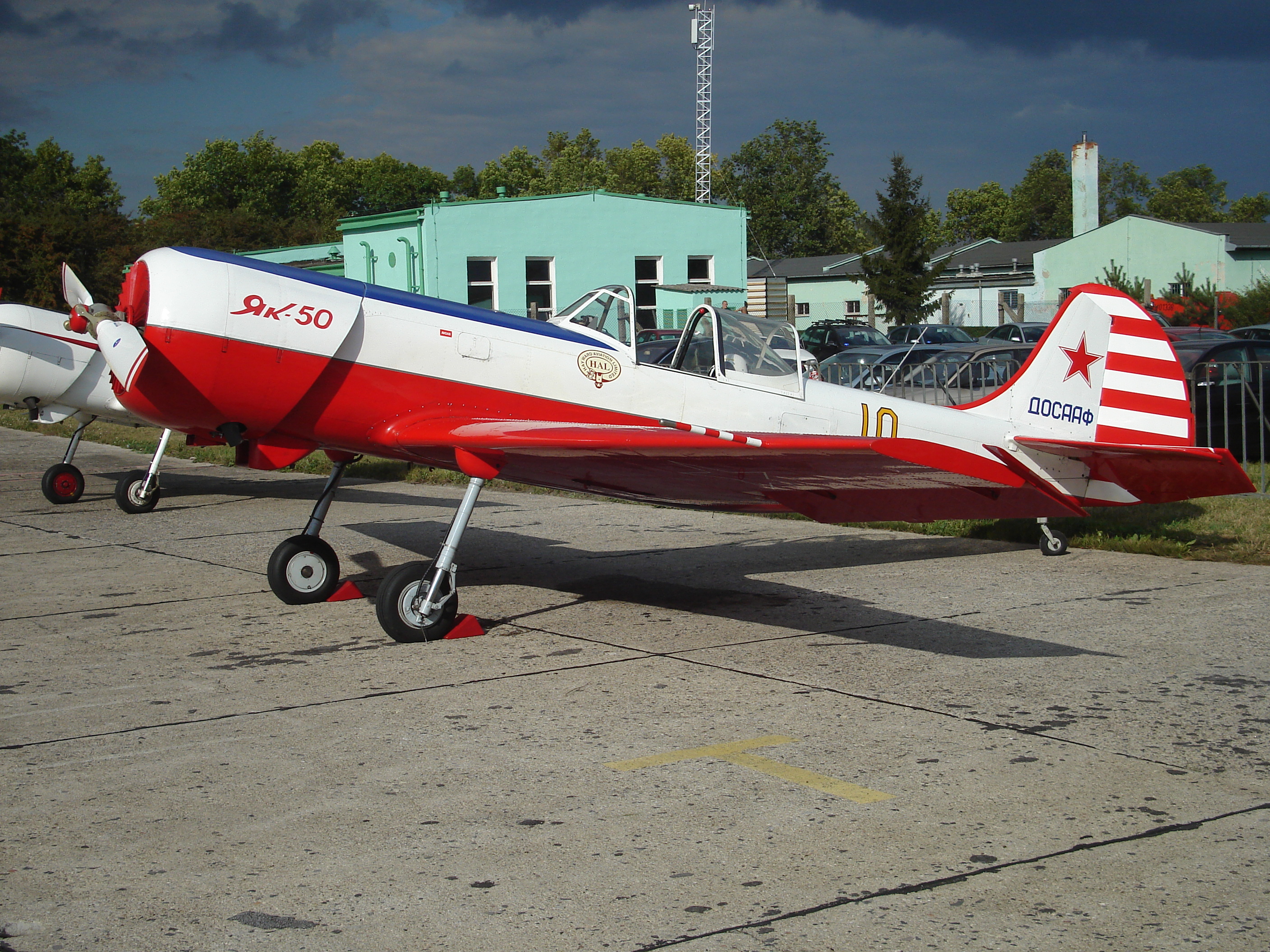
Yakovlev Yak-50 al Radom Air Show (2007).

La propulsione è affidata ad un singolo motore aeronautico, posizionato all'apice anteriore della fusoliera, un radiale Vedeneyev M-14 a 9 cilindri raffreddato ad aria disposti su una singola fila, capace di erogare, nella sua versione P, la potenza di 360 CV (265 kW), ed abbinato ad un'elica bipala V-530.

## Utilizzatori
(lista parziale)
 Regno Unito
- Aerostars

utilizzano 4 esemplari.
 Russia
 Unione Sovietica
- DOSAAF
- pattuglia acrobatica nazionale sovietica